# Nannastacus angulifera
Nannastacus angulifera is een zeekommasoort uit de familie van de Nannastacidae. De wetenschappelijke naam van de soort is voor het eerst geldig gepubliceerd in 1967 door Lomakina.